# Біч-Гроув (Індіана)
Біч-Гроув (англ. Beech Grove) — місто (англ. city) в США, в окрузі Меріон штату Індіана. Населення — 14 717 осіб (2020).

## Географія
Біч-Гроув розташований за координатами 39°42′55″ пн. ш. 86°5′13″ зх. д. / 39.71528° пн. ш. 86.08694° зх. д. (39.715342, -86.086962).  За даними Бюро перепису населення США в 2010 році місто мало площу 11,38 км², уся площа — суходіл.

## Демографія
Згідно з переписом 2010 року, у місті мешкали 14 192 особи в 5898 домогосподарствах у складі 3567 родин. Густота населення становила 1247 осіб/км².  Було 6479 помешкань (569/км²).
Расовий склад населення:
| - 91,5 % — білих - 3,2 % — чорних або афроамериканців - 0,7 % — азіатів - 0,3 % — корінних американців - 2,1 % — осіб інших рас |

До двох чи більше рас належало 2,1 %. Частка іспаномовних становила 4,2 % від усіх жителів.
За віковим діапазоном населення розподілялося таким чином: 24,6 % — особи молодші 18 років, 60,5 % — особи у віці 18—64 років, 14,9 % — особи у віці 65 років та старші. Медіана віку мешканця становила 37,7 року. На 100 осіб жіночої статі у місті припадало 86,8 чоловіків;  на 100 жінок у віці від 18 років та старших — 82,2 чоловіків також старших 18 років.
Середній дохід на одне домашнє господарство  становив 47 085 доларів США (медіана — 36 487), а середній дохід на одну сім'ю — 57 679 доларів (медіана — 44 986). Медіана доходів становила 39 228 доларів для чоловіків та 33 926 доларів для жінок. За межею бідності перебувало 21,6 % осіб, у тому числі 32,8 % дітей у віці до 18 років та 13,5 % осіб у віці 65 років та старших.
Цивільне працевлаштоване населення становило 5883 особи. Основні галузі зайнятості: освіта, охорона здоров'я та соціальна допомога — 16,6 %, роздрібна торгівля — 16,5 %, виробництво — 13,0 %, транспорт — 10,0 %.

## Відомі люди
- Стів Маккуін (1930 — 1980) — американський кіноактор, авто- і мотогонщик.